# Gesiellinae
Los gesiellineos (Gesiellinae) son una de las subfamilias de anélidos poliquetos perteneciente a la familia Polynoidae. Comprende un solo género Gesiella Pettibone, 1976  que también es monotípico con una única especie: Gesiella jameensis que es originaria de la Isla de Lanzarote en Canarias.